# Jan Corver (1878 – 1956)
Johannes (Jan) Corver (Amsterdam, 12 juli 1878 – Hilversum, 3 februari 1956) was een van de eerste radio- en omroeppioniers en journalist. Hij werkte als pionier samen met Hanso Idzerda.

## Biografie
Corver deed toelatingsexamen voor de Kweekschool voor Zeevaart in Amsterdam, maar stapte daarna al snel over op de HBS. In 1896 kreeg hij zijn diploma, waarna hij in 1897 journalist werd bij de Leeuwarder Courant. Zijn werkterrein besloeg het verslaan van rechtbankzaken en vergaderingen van gemeenteraden en van de Staten-Generaal (Nederland).

### Tachygrafische Inrichting
In 1908 werd hij redacteur van de Tachygrafische Inrichting van de Tweede Kamer der Staten-Generaal. Deze dienst had tot taak om de discussies van een vergadering van de Tweede Kamer samen te vatten in een kort verslag. Dit verslag verscheen dezelfde dag nog in druk en werd aan abonnees toegestuurd. De dienst werd in 1924 wegens bezuinigingen opgeheven. Corver was toen inmiddels directeur geworden en eindigde zijn dienstverband met een wachtgeldregeling en een onderscheiding: ridder in de Orde van Oranje-Nassau.

### Nederlandsche Vereeniging voor Weer en Sterrenkunde
De in Den Haag woonachtige Corver voelde zich aangetrokken tot de natuurwetenschappen en werd lid van de Nederlandsche Vereeniging voor Weer en Sterrenkunde. De Afdeeling 's-Gravenhage en Omstreken omvatte een 17-tal actieve leden ('de lustige meteorologen') waaronder de latere PTT-ingenieur en radioamateur van het eerste uur A.H. de Voogt. 

### Radiotelegrafie
Corver raakte door de radiotelegrafie (morse) gebiologeerd. Hij legde zich met een klein groepje geestverwanten toe op het construeren van ontvangstapparaten voor draadloze telegrafie. In het kerstnummer van het weekblad Panorama van 1913 schreef Corver een artikel over de bereikte resultaten. Het artikel leverde een groot aantal reacties op van amateurs uit heel het land. Kenmerkend was, dat deze meestal maatschappelijk goed gesitueerde amateurs alles zelf maakten. Ze gebruikten alledaagse materialen, zoals gordijnroeden, dassenknijpers, bezemstelen, binnenbanden van fietsen en meer.
Aangemoedigd door het succes schreef Corver in 1915 zijn eerste radioboek: Het Draadloos Ontvangstation voor den Amateur. Gedurende de periode 1914-1915 verzorgde hij de rubriek ‘Draadloze Telegrafie’ in het verenigingstijdschrift Hemel en Dampkring.
Tot eind 1919 betekende ontvangst van draadloze signalen het luisteren naar morsetekens. In Den Haag was een groepje dat zich bekwaamde in het sounderen, dat wil zeggen het op het gehoor opnemen van morsetekens. Leden naast Corver waren: L.A. Bakhuis, referendaris van het ministerie van Koloniën; T.E.W. Dompseler, oud-zeeofficier; F.A. Koch, architect; O.P. Koch, tandarts van H. M. koningin Wilhelmina, Hanso Idzerda (fabrikant). Laatstgenoemde fungeerde als ‘voorseiner’.

### Draadloze communicatieproeven
Draadloze communicatieproeven over afstanden van enkele kilometers met kleine transportabele zendontvangertjes in het vrije veld werden ondernomen door het ‘Haagse clubje’. In de week einden begaven de deelnemers zich diep in de Scheveningse duinen of tijdens vakanties op de Veluwe. De experimenten betroffen onder andere de richtwerking van lange over de grond uitgelegde draadantennes. Een opmerkelijk clublid was mevrouw D.C. Koch-Lebret; ‘een in het seinen bedreven dame’. 

### Nederlandsche Vereeniging voor Radiotelegrafie (NVVR)
Begin 1916 ontwierp Hanso Idzerda en leverde hij via zijn radio-technisch bedrijf aan de militaire autoriteiten een richtingszoeker. Hiermee konden, terwijl de Eerste Wereldoorlog om Nederland heen woedde, langs de kust passerende Duitse zeppelins worden getraceerd. Dit leidde tot een contact met de Rotterdamse bankier en radioamateur Jan Hoyte Veder, en tot het tot stand komen op 19 maart 1916 van de Nederlandsche Vereeniging voor Radiotelegrafie (NVVR). Deze vereniging omvatte zowel amateurs als professionele radiotechnici. 
Corver was tot 1918 secretaris van de NVVR. De vereniging vond voor haar publicaties voorlopig onderdak in het ‘Maandblad voor Telegrafie en Telefonie’. Corver publiceerde hierin een aantal radio-technische artikelen. In 1918 kreeg de NVVR haar eigen maandelijkse tijdschrift Radio Nieuws. Corver was van 1918 tot 1935 redacteur van dit maandblad.

### Wereldprimeur
Op 6 november 1919 zond collega en radioamateur Hanso Idzerda vanuit een geïmproviseerde studio in Den Haag een radioprogramma uit: een Europese- en een wereldprimeur. Tevoren had hij in de NRC het muziekprogramma aangekondigd. De groep van luisteraars naar de P.C.G.G.-zender werd gevormd door een duizendtal radioamateurs.
In de periode 1917-1922 gaf Corver lezingen met demonstraties voor plaatselijke afdelingen van de NVVR (Den Haag, Rotterdam, Utrecht, 's-Hertogenbosch, Arnhem, Nijmegen en Beverwijk). De apparatuur werd door hemzelf gebouwd en per trein vervoerd. Groot succes boekte hij met de demonstratie van het radiotelefoniesysteem Idzerda. Zender en ontvanger werkten beide met een raamantenne en stonden in dezelfde zaal opgesteld. Zo ver het mogelijk was, werd ook de ontvangst van de PCCG-uitzendingen van uit Den Haag ten gehore gebracht.

### Radio Expres
In maart 1923 verscheen het weekblad Radio Expres (‘de Sneldienst’ van Radio Nieuws). Corver bleef tot 1948 als redacteur verbonden aan dit blad. Radio Expres (RE) volgde de ontwikkelingen van de radiotechniek op de voet en verwierf zich de reputatie van grote betrouwbaarheid. Het aan het blad verbonden ‘RE-laboratorium’ was hiervoor de basis. Corver en enkele medewerkers beproefden hier de in RE te publiceerden schakelingen. De laboratorium apparaten waren grotendeels zelfbouw op basis van afgedankte radio-ontvangers van de eerste generatie. Tijdens de in de jaren dertig heersende economische malaise werd het zelfbouwen van radio’s voor velen een bittere noodzaak. Radio Expres voorzag in de hiervoor benodigde kennis. Corvers demonstratie voor de Nederlandse Dagblad Pers in juli 1930 van de ontvangst van experimentele televisiebeelden uit Engeland vormde ongetwijfeld een hoogtepunt.

### WOII
In mei 1940 brak opnieuw een belangrijke periode voor het Nederlandse radioamateurisme aan. Er was grote behoefte aan kennis om het door de Duitse bezetter door middel van een luisterverbod, stoorzenders, en vanaf 1943 de verplichte radiotoestel inlevering, geblokkeerde oorlogsnieuws van Radio Oranje te kunnen beluisteren. Ook tijdens de bezetting bleven onder Corvers verantwoordelijkheid artikelen in Radio Expres verschijnen. Artikelen waarin behoedzaam onder andere het zelfbouwen van toestelletjes voor het beluisteren van Radio Oranje op korte golf en kristalontvangers (belangrijk tijdens de stroomloze periode aan het einde van de bezetting) werd besproken. Radio Expres kreeg aan het einde van 1943 een verschijningsverbod opgelegd; het blad verscheen pas weer in augustus 1945. Na de oorlog bleef Corver nog enige tijd ‘journalistiek medewerker’ van het Tijdschrift voor Radio Techniek Rens en Rens.

### Politiek en religieus neutrale radio-omroep
Corver was een fervent voorstander van een politiek en religieus neutrale radio-omroep. In dit kader vervulde hij tussen 1928 en 1953 een aantal bestuursfuncties bij de AVRO; laatstelijk als algemeen secretaris.
Corver was van 1930 tot 1934 voorzitter van de Nederlandse Vereniging voor Internationaal Radioamateurisme (NVIR) en een tijdlang bestuurslid van het 'Wetenschappelijk Radiofonds Veder'. Tot zijn overlijden vertegenwoordigde hij de AVRO tevens in de Raad van Beheer van de Nozema.

## De Corver collectie
De technische nalatenschap van Jan Corver omvat een honderdtal objecten van wetenschappelijk en historisch belang. Deze vormen de zgn. Corvercollectie en maken deel uit van de Historische Collecties van het Nederlands Instituut voor Beeld en Geluid in Hilversum. De collectie staat (nog steeds) opgesteld op de experimenteertafels van het RE-laboratorium in het depot van het Instituut voor Beeld en Geluid. Deze collectie is al eerder uitgebreid onderzocht en beschreven. Tijdens deze research, die zich over een tiental jaren uitstrekt, maakt de enorme hoeveelheid werk die Corver heeft verzet en de accuratesse waarmee en het niveau waarop hij dit heeft gedaan diepe indruk. 

## Museum Jan Corver
Cor Moerman, die in 1996 werd uitgeroepen tot radiozendamateur van het jaar, opende in 1999 het enige Nederlandse museum voor radiozendamateurs, Museum Jan Corver, in zijn eigen achtertuin in Budel. Hier stond een deel van zijn grote verzameling radio-attributen. In 2020 werd door gebrek aan opvolging het museum opgeheven en kwam het grootste deel van de collectie terecht bij de stichting Onterfd Goed. Het museum genoot grote bekendheid onder radioamateurs en hun verenigingen in binnen- en buitenland.

## Publicaties (selectie)
- Het Draadloos Ontvangstation voor den AMATEUR, Den Haag (1915)
- Het Draadloos Amateurstation voor Ontvangst van Telegrafie en Telefonie, derde druk, Den Haag (1922)
- Het Draadloos Zendstation voor den Amateur (telegrafie en telefonie), tweede druk, Den Haag (1923)
- Het Draadloos Amateurstation voor de Ontvangst van Telegrafie en Telefonie, Deel I en II, achtste druk, Den Haag (1928)
- Het Super-Heterodyneboek, Den Haag (1936)
- Radio-Ontvangtechniek, Den Haag (1939)
- Radio door Zelf Doen, Bussum (1946)